# نصر أباد (تربت جام)
نصر أباد (بالفارسية: نصرآباد) هي مدينة في محافظة خراسان رضوي تقع في شرق إيران. تقع هذه المدينة في قسم نصر آباد من مدينة تربت جام. يقدر عدد سكانها بـ 6,835 نسمة .